# Meliosma veitchiorum
Meliosma veitchiorum är en tvåhjärtbladig växtart som beskrevs av William Botting Hemsley. Meliosma veitchiorum ingår i släktet Meliosma och familjen Sabiaceae. Inga underarter finns listade.

## Bildgalleri

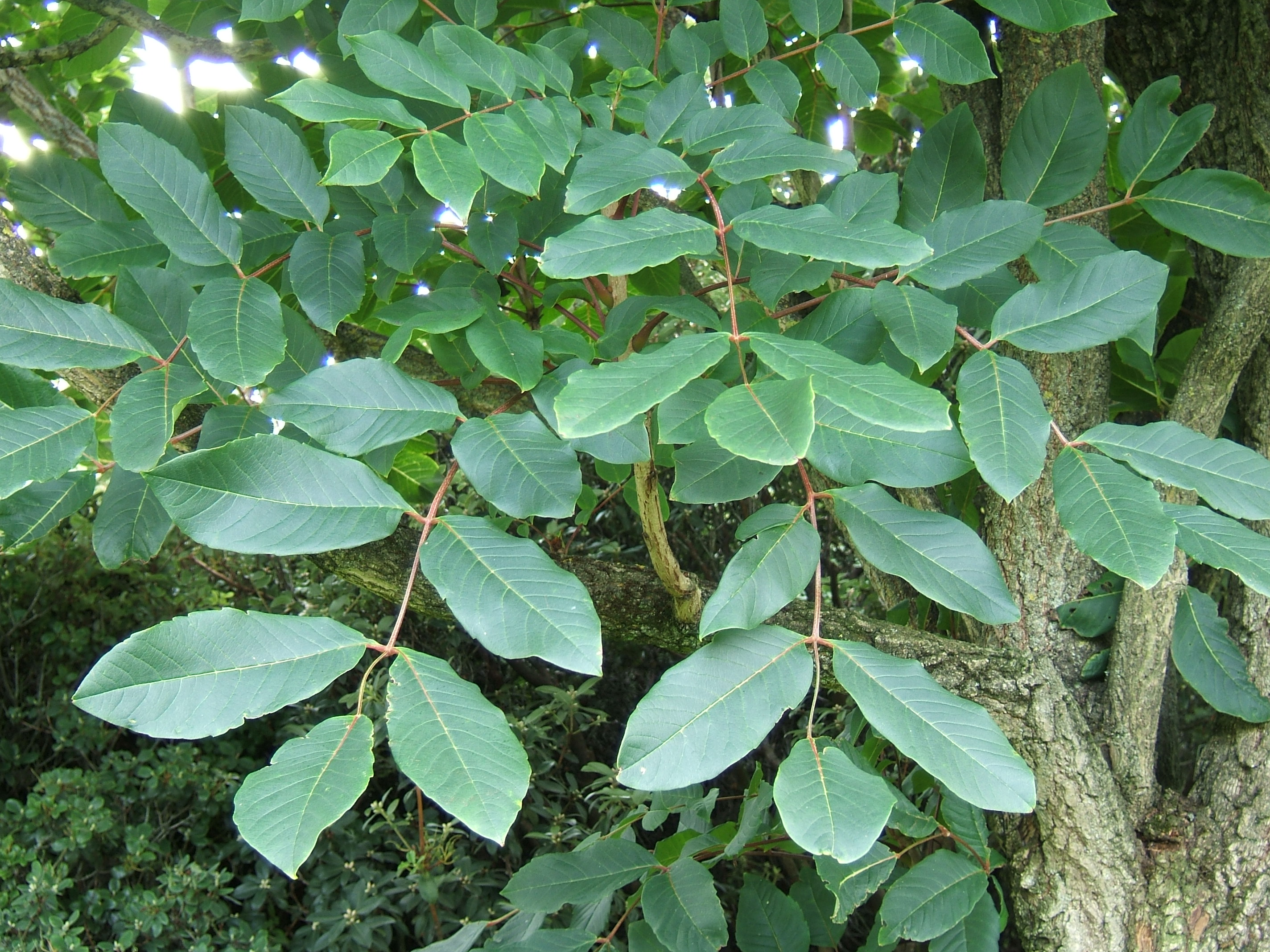
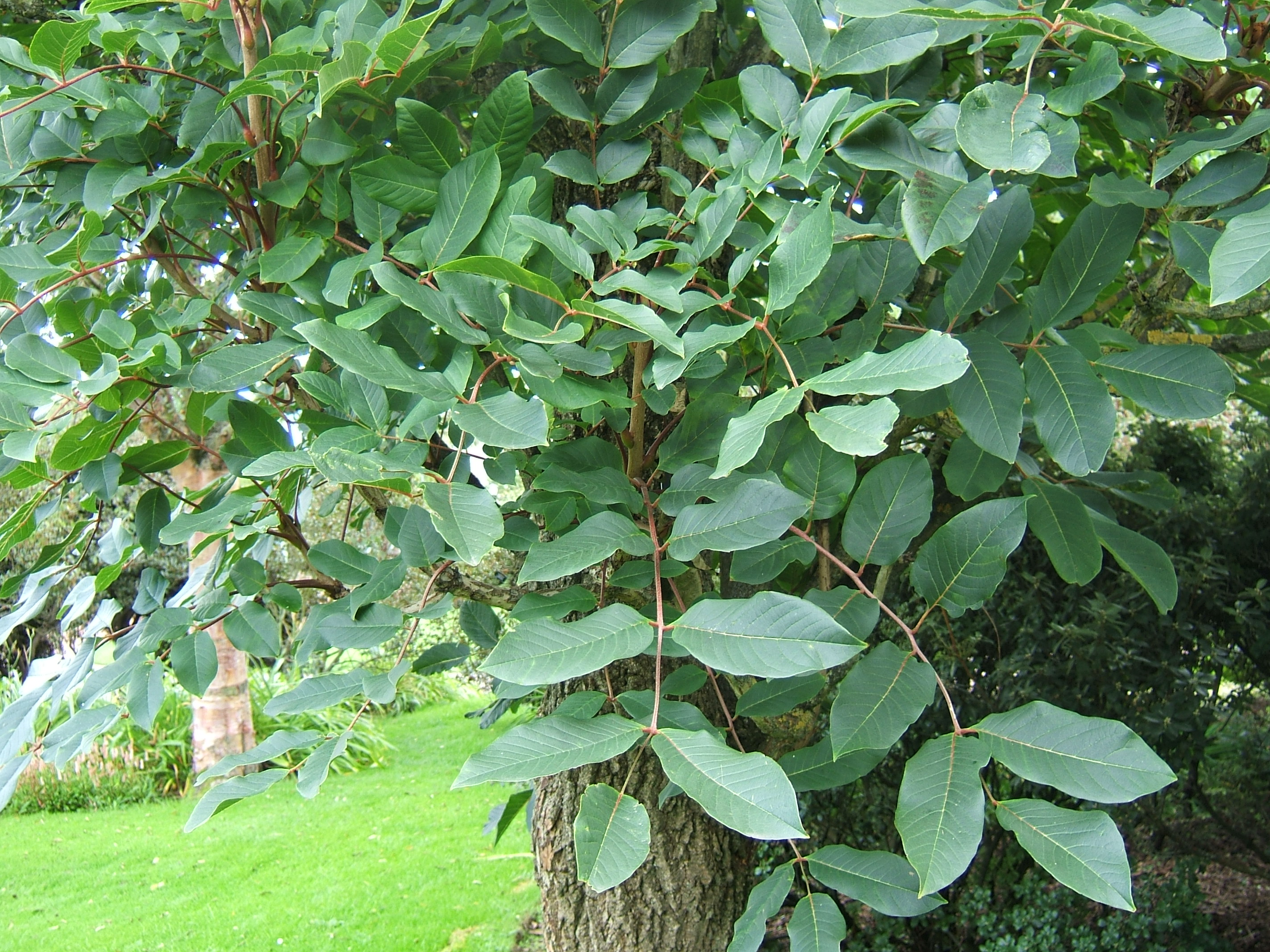